# Sharon Ellul-Bonici
 (août 2014).
Si vous disposez d'ouvrages ou d'articles de référence ou si vous connaissez des sites web de qualité traitant du thème abordé ici, merci de compléter l'article en donnant les références utiles à sa vérifiabilité et en les liant à la section « Notes et références ».
Pour les articles homonymes, voir Ellul.
Sharon Ellul-Bonici est une femme politique eurosceptique maltaise. 

## Biographie
Elle a été membre du Parti travailliste maltais. Elle a tenté d'obtenir l'approbation de son parti comme candidate aux élections européennes de 2004, mais a été rejetée pour ses liens avec des mouvements eurosceptiques durs. Elle était à l'époque active dans les organisations paneuropéennes telles que No2EU (en) et TEAM. Le comité de surveillance du parti a craint que, une fois élue, elle puisse rejoindre le groupe pour l'Europe des démocraties et des différences plutôt que le groupe du Parti socialiste européen.
Pour les élections européennes de 2009, elle s'est présentée sur la liste du Parti travailliste, mais n'a pas été élue au Parlement européen. 
Elle a été la première secrétaire générale de l'Alliance européenne pour la liberté, un parti pan-européen eurosceptique, créé à la fin 2010, et dirigé par l'ancien eurodéputé de l'UKIP, Godfrey Bloom.
Elle est mariée à Kevin Ellul Bonici.

## Source
- (en) Cet article est partiellement ou en totalité issu de l’article de Wikipédia en anglais intitulé « Sharon Ellul-Bonici » (voir la liste des auteurs).